# École poétique Nijō
L'école poétique Nijō (二条, Nijō) se réfère aux descendants du fils ainé de Fujiwara no Tameie, Nijō Tameuji (1222-1286). Le nom de la famille vient du district homonyme à Kyoto où réside la famille. Cette maison héréditaire de la poésie japonaise waka est généralement connue pour son inclination conservatrice en matière de politique et de poésie, en vue de préserver les idéaux de Fujiwara no Shunzei et de Fujiwara no Teika. Les membres de la famille sont crédités pour avoir réalisé les compilations de onze des treize anthologies impériales tardives, c'est-à-dire Jūsandaishū (十三代集) :
- Shinchokusen wakashū (新勅撰和歌集);
- Shokugosen wakashū (続後撰和歌集);
- Shokukokin wakashū (続古今和歌集);
- Shokushūi wakashū (続拾遺和歌集);
- Shingosen wakashū (新後撰和歌集);
- Shokusenzai wakashū (続千載和歌集);
- Shokugoshūi wakashū (続後拾遺和歌集);
- Shinsenzai wakashū (新千載和歌集);
- Shinshūi wakashū (新拾遺和歌集);
- Shingoshūi wakashū (新後拾遺和歌集) et
- Shinshokukokin wakashū (新続古今和歌集).

(liste par ordre chronologique)
Les rivaux de l'école Nijō, les familles Kyōgoku et Reizei sont réputées pour leur approche innovante de la composition poétique. La famille Kyōgoku a compilé les deux anthologies impériales suivantes :
- Gyokuyō wakashū (玉葉和歌集) et
- Fūga wakashū (風雅和歌集)[1].